# بهترین‌های کسکادا
«بهترین‌های کسکادا» (به انگلیسی: The Best of Cascada) آلبومی از کسکادا است که در سال ۲۰۱۲ میلادی منتشر شد.